# Борисов, Вениамин Иванович
Вениамин Иванович Борисов (16 апреля 1935, Сусанино, Костромская область, СССР — 2 октября 2014) — советский и российский художник живописец, член Санкт-Петербургского Союза художников (до 1992 года — Ленинградской организации Союза художников РСФСР).

## Биография
Родился Вениамин Борисов 16 апреля 1935 года в селе Сусанино Костромской области. Именно в этом селе А. К. Саврасов писал с натуры картину «Грачи прилетели».
В 1944 году семья Борисова переехала в Орёл, где будущий художник учился в школе и занимался в кружке рисования, а затем поступил в Елецкое художественное училище. После его окончания в 1957 году Борисов уехал в Ленинград и поступил на живописный факультет ЛИЖСА имени И. Е. Репина. Занимался у Владимира Горба, Валерия Пименова, Виталия Вальцева. В 1963 окончил институт по мастерской И. А. Серебряного с присвоением звания художника живописи, дипломная работа — картина «В родное село».
Впервые В. И. Борисов экспонировал свои работы на выставке 1957 года. С середины 1960-х он был постоянным участником ленинградских выставок и экспонировал свои работы вместе с произведениями ведущих мастеров изобразительного искусства. Писал пейзажи, натюрморты, жанровые композиции, портреты. В 1968 г. был принят в Ленинградский Союз художников.
Скончался в Санкт-Петербурге 2 октября 2014 года на 80-м году жизни. Похоронен на кладбище Санкт-Петербургского крематория.

## Творчество
Творческую манеру Борисова отличают самобытность, глубинная связь с образами русской деревни. Художник активно использует корпусное письмо и раздельный мазок для выявления формы и живописной организации плоскости, придавая сложный рельеф поверхности холста. О поисках художником своей темы и приемов её живописно-пластического воплощения говорят произведения 1960—1980 годов, среди них «Руины в Павловском парке» (1962), «Балалаечники» (1967), «У пруда» (1968), «Сергей Есенин» (1971), «Поле вспахано» (1975), «Вдова» (1976), «Тихий вечер» (1977), «Северная деревня», «Моя бабушка» (обе 1978), «В районе новостроек» (1980), «Солнечный день на Мойке» (1981), «Деревенская девушка» (1986), «Дом у реки», «Осенний натюрморт» (обе 1989) и другие.
Художнику близко и понятно древнерусское искусство с его возвышенным мировоззрением, философской глубиной и ясными живописными приемами. Эта связь, порой очень тонкая, неизменно присутствует в произведениях художника, проходя через все его творчество. Главной его темой стали образы детства и юности художника, северной деревни, уклад крестьянской жизни, пейзажи родных мест и средней полосы России. В 1970—1980 годы Борисов работал на творческой базе ленинградских художников в Старой Ладоге. Среди созданных там произведений картины «Осень в Старой Ладоге» (1981), «Дача» и другие.
Своё воплощение эта тема нашла и в многочисленных натюрмортах Борисова, занимающих особое место в его творчестве. Среди них «Богатый улов» (1988), «Натюрморт с поставками» (1989), «Натюрморт с белой сиренью», «Цветы шиповника» (обе 1990), «Натюрморт с сиренью» (1992), «Натюрморт с цветами шиповника» (1995), «Натюрморт на розовой скатерти» (1997), «Полевые цветы» (2003) и другие.
С конца 1980-х художник часто обращается к теме городского пейзажа, жизни петербургских улиц и площадей, обогатив этот жанр оригинальными произведениями, отразившими жизнь города на перекрестке эпох. Среди них «Невский проспект» (1989), «Продавец мороженого», «Арка Генерального штаба» (обе 1991), «Весна на Невском» (1992), «Церковь во имя Владимирской иконы Божией Матери» (1997), «Банковский мост» (2002) и другие.
Вениамин Борисов являлся действительным членом Петровской Академии наук и искусств.
Произведения Вениамина Борисова находятся в музеях и частных собраниях в России, Японии, Великобритании, США и других странах.

## Выставки
- 1967 год (Москва): Советская Россия. Третья Республиканская художественная выставка 1967 года.
- 1969 год (Ленинград): Весенняя выставка произведений ленинградских художников 1969 года.
- 1970 год (Ленинград): Выставка произведений ленинградских художников, посвящённая 25-летию победы над фашистской Германией.
- 1975 год (Ленинград): Наш современник. Зональная выставка произведений ленинградских художников 1975 года.
- 1977 год (Ленинград): Выставка произведений ленинградских художников, посвящённая 60-летию Великого Октября.
- 1978 год (Ленинград): Осенняя выставка произведений ленинградских художников 1978 года.
- 1980 год (Ленинград): Зональная выставка произведений ленинградских художников 1980 года.
- 1988 год (Ленинград): «Интерьер и натюрморт». Выставка произведений живописи художников Российской Федерации.
- 1994 год (Санкт-Петербург): Выставка произведений живописи Борисова Вениамина Ивановича в залах Петербургского Союза художников.
- 1994 год (Санкт-Петербург): Выставка «Ленинградские художники. Живопись 1950-1980 годов» в залах Санкт-Петербургского Союза художников.
- 1994 год (Санкт-Петербург): Выставка «Этюд в творчестве ленинградских художников 1940-1980 годов» в Мемориальном музее Н. А. Некрасова.
- 1996 год (Санкт-Петербург): Выставка «Живопись 1940-1990 годов. Ленинградская школа» в Мемориальном музее Н. А. Некрасова.
- 1997 года (Санкт-Петербург): Выставка «Натюрморт в живописи 1950-1990 годов. Ленинградская школа» в Мемориальном музее Н. А. Некрасова.
- 1997 год (Санкт-Петербург): Выставка «Связь времен. 1932—1997. Художники — члены Санкт-Петербургского Союза художников России. К 65-летию Санкт-Петербургского Союза художников» в ЦВЗ «Манеж».
- 2003 год (Санкт-Петербург): «Художники — городу». Выставка к 70-летию Санкт-Петербургского Союза художников в ЦВЗ «Манеж».
- 2005 год (Санкт-Петербург): «Весенний день». Выставка живописи Вениамина Ивановича Борисова в галерее «Национальный Центр».